# Пам'ятники Рівного
У сучасному Рівному чимало пам'ятників, меморіалів та пам'ятних знаків. 
Особливістю пам'ятників міста є те, що більшість з них встановлені вже за доби незалежності України (від 1991 року). У місті, як у жодному іншому облцентрі, в т.ч. і в Західній Україні, вшановані у вигляді погрудь і пам'ятників герої УПА та діячі визвольних змагань українців початку ХХ століття. Місто по праву пишається першим у державі пам'ятником Симонові Петлюрі, монументом Климу Савуру (Дмитру Клячківському), високохудожніми пам'ятниками Тарасові Шевченку (1999) і Уласові Самчуку, відновленою Колоною Божої Матері (вперше встановлено 1750 року), оригінальним пам'ятником-ротондою княгині  Рівненській.     

## Перелік пам'ятників
| Назва                                                                             | Рік встановлення | Розташування                                                                                    | Фото                                             | Короткі відомості |
| колона Діви Марії,                                                                | 2003             | на вулиці 16 Липня                                                                              |                                                  | Колона Божої Матері споруджена в місті місцевим населенням ще 1750 року у час лютування чуми, потому реставрована 1856 року (під час епідемії холери). Колону було зруйновано комуністичною владою на Великдень з 21 на 22 квітня 1952 року. Пам'ятний відновлений за сприяння міського голови В.А. Чайки і посвячена 25 серпня 2003 року з нагоди відзначення 720-річчя першої письмової згадки про Рівне. Автори — скульптор Володимир Стасюк та архітектор Леонід Закревський. |
| Воїнів радянської армії, братська могила                                          | 1948             | біля центрального входу до Парку Шевченка                                                       |                                                  | Братська могила радянських воїнів та партизанів, загиблих у Другу Світову війну впорядкована в 1948 році, скульптор І. Я. Матвієнко. |
| Жертвам Чорнобильської катастрофи, пам'ятний знак                                 | 2001             | на розі вулиць Івана Мазепи та Симона Петлюри                                                   |                                                  | Пам'ятний знак Жертвам Чорнобильської катастрофи було споруджено 2001 року. Автор — архітектор Л. Закревський. |
| Загиблим у локальних війнах (афганцям), пам'ятний знак-меморіал                   | 1999             | біля Молодіжного парку                                                                          |                                                  | Пам'ятний знак загиблим у локальних війнах (воїнам-афганцям) з'явився в місті 1999 року. Автори — скульптори Микола Сівак у співавторстві з Володимиром Пєтуховим і архітектори Віктор Бичківський та Олександр Ткачук. |
| княгині Марії Рівненській (Несвіцькій)                                            | 2007             | на вулиці Соборній                                                                              |                                                  | Марія отримала для міста Магдебурзьке право, чим дуже сприяла його розвитку. |
| Петлюрі Симону                                                                    | 2001             | на вулиці Симона Петлюри                                                                        |                                                  | Пам'ятник-погруддя державному і політичному діячеві, публіцисту, літературному і театральному критику, організатору українських Збройних сил Симонові Петлюрі урочисто відкрили 2001 року. Автори пам'ятника — скульптори П.Подолець, В. Шолудько, іВ. Стасюк та архітектор Т. Мельничук. Рівне стало першим містом в Україні, де встановлено пам'ятник Симонові Петлюрі. |
| Савуру Климу                                                                      | 2002             | на вулиці Соборній, 16                                                                          |                                                  | Пам'ятник полковнику УПА, Командиру УПА-Північ Климу Савуру (Дмитру Клячківському) було урочисто відкрито 2002 року. Автори пам'ятника — скульптор В. Шолудько та архітектори Т. Мельничук і В. Ковальчук. |
| Самчуку Уласу                                                                     | 2005             | біля Рівненського академічного українського музично-драматичного театру на Театральному майдані |                                                  | Пам'ятник українському письменнику Уласу Самчукові було відкрито на честь 100-ліття від його народження 2005 року. Автори пам'ятника — скульптор Володимир Шолудько і архітектор Віктор Ковальчук. |
| Чехословацьким воякам, загиблим у Рівному під час Другої Світової війни, меморіал | 2007             | на розі вулиць Соборної та Дубенської                                                           |                                                  | Пам'ятний знак-меморіал Чехословацьким воякам, загиблим у Рівному під час Другої Світової війни, відкрито 2007 року. |
| Шевченка Тараса, бюст                                                             | 1939             | у Парку Шевченка                                                                                |                                                  | Погруддя великого українського поета і мислителя Тараса Шевченка було відкрито у 1939 році. Реконструйовано його згідно з рішенням міської Ради № 57 від 4 липня 1963 року у зв'язку із 150-річчям від дня народження поета. Автори реконструкції — скульптор Г. Шульман та архітектор В. Герасименко. |
| Шевченку Тарасові                                                                 | 1999             | перед кінопалацом «Україна» на Майдані Незалежності                                             | Файл:P1570563 Пам'ятник поету Т. Г. Шевченку.jpg | Пам'ятник Тарасові Шевченку було урочисто відкрито 1999 року. Автори пам'ятника — скульптори Петро Подолець, Володимир Стасюк під керівництвом львівського професора Е. Миська. |
| меморіал жертвам нацизму                                                          | 1968             | вулиці Біла та Петра Дорошенка                                                                  |                                                  | скульптори О. І. Пироженко, Б. В. Ричков, архітектор В. М. Герасименко |

## Колишні пам'ятники
| назва                                              | рік встановлення | рік знесення | Розташування                                               | світлина | опис                                                   |
| пам'ятник героям Сталінграду                       |                  | 2015         | Привокзальна площа                                         |          |                                                        |
| комдиву М. Богомолову                              | 1940             | 2022         | сквер між вулицями Петра Могили, Яворницького та Коперника |          | скульптор Л. Барвицький                                |
| погруддя Олеко Дундича                             | 1957             | 2022         | парк Шевченка                                              |          | скульптор Л. Безюк, архітектор В. Герасименко          |
| монумент до 30-ї рiчницi вигнання з міста нацистів | 1974             | 2022         | ріг вулиць Соборної та Пересопницької                      |          | самохідна артилерійська установка СУ-100 на постаменті |

## Виноски
1. 1 2 3 4 5 6 7 8  Пам'ятки історії та культури (Рівного) [Архівовано 2 березня 2010 у Wayback Machine.] на www.rivne.org — неофіційний сайт міста Рівного // за матеріалами збірника «Рівне-720: від давнин до сучасності»
2. 1 2  Пам'ятники жертвам сталінського терору на Волині [Архівовано 10 квітня 2008 у Wayback Machine.] на Львівське товариство «Пошук» [Архівовано 2010-01-04 у Wayback Machine.]
3. ↑  У Рівному демонтували монумент, присвячений героям Сталінграду | ВСЕ - сайт чесних новин